# 对话树

一个简单对话树示例

对话树是许多冒险游戏（含动作冒险游戏）、电子角色扮演游戏贯穿使用的游戏机制。当和非玩家角色互动时，玩家需要选择在对话中说什么，并选择直到对话结束。视觉小说和恋爱模拟游戏等某些电子游戏类型，几乎完全围绕此类角色交互和分支对话。

## 脚注
1. ↑  .   [2014-07-18]. （原始内容存档于2012-08-22）.
2. ↑  .   [2014-07-18]. （原始内容存档于2017-10-13）.
3. ↑  .   [2014-07-18]. （原始内容存档于2007-10-24）.
4. ↑  .   [2014-07-18]. （原始内容存档于2011-08-07）.
5. ↑  .   [2011-05-26]. （原始内容存档于2011-05-26）.
6. ↑  .   [2014-07-18]. （原始内容存档于2012-02-23）.
7. ↑  .   [2007-12-23]. （原始内容存档于2007-12-23）.
8. 1 2  Rollings, Andrew; Ernest Adams. . Prentice Hall. 2006  [2014-07-18]. （原始内容存档于2017-12-31）.
9. ↑  Brent Ellison. . Gamasutra. July 8, 2008  [2011-03-30]. （原始内容存档于2012-05-13）.